# Kartalkaya, Kırşehir
Kartalkaya là một xã thuộc thành phố Kırşehir, tỉnh Kırşehir, Thổ Nhĩ Kỳ. Dân số thời điểm năm 2010 là 152 người.